# Onde Estás Felicidade?
Onde Estás Felicidade? é um filme brasileiro de 1939 com direção de Mesquitinha e produção de Adhemar Gonzaga. O filme é baseado na peça homônima de Luís Iglesias. Onde Estás a Felicidade? é um filme sentimental e humana. Uma história que focaliza um velho tema como a própria humanidade, mas atual porque é constante. 

## Enredo
Mal aconselhada por uma amiga da alta roda (que lhe cobiça o marido) e pelo pai desmiolado (sempre preocupado em preparar coquetéis), a cantora Noêmia força o seu marido a abandonar a vida de subúrbio para o 'vidão' rumoroso de Copacabana. Pensando mais em compromissos sociais e em futilidades do que em Paulo, a moça e seus amigos fazem um ambiente insuportável. Irritação, discussões, separação.
Paulo volta para o subúrbio com sua tia Clodô (Luiza Nazareth. Ali tem o carinho desta e as atenções de Fernandinha (Nilza Magrassi), seu amor de infância, mas não se esquece de Noêmia (Alma Flora). Nem esta deixa de pensar no marido, verificando que sem ele a vida não tem encanto. Procura-o, surpreende-o num fim de ano. Dá-se o melhor presente e dá-lhe o melhor presente. Fernandinha, essa ficará por ali com sua nobreza e sua saudade. 

## Elenco
| Elenco Original  | Elenco Original       |
| Ator             | Papel                 |
| ---------------- | --------------------- |
| Alma Flora       | Madame Noêmia         |
| Rodolfo Mayer    | Paulo                 |
| Luiza Nazareth   | Tia Clodomira "Clodô" |
| Nilza Magrassi   | Fernandinha           |
| Wanda Marchetti  | Madame Lúcia "Lulu"   |
| Dircinha Batista | Srta. Nonoca          |
| Oscar Soares     | Napoleão              |
| Mesquitinha      | Félix                 |
| Carlos Barbosa   | Sr. Pereira           |
| Paulo Gracindo   | Dr. André             |
| Lourdes Mayer    | Senhorita             |
| Grande Otelo     | Sebastião             |
| Abel Pêra        | Sr. Borges            |
| Manuel Pêra      |                       |

## Preservação
A Cinemateca Brasileira e a Cinédia, a partir do convênio firmado com o Ministério da Cultura e com o Instituto para Preservação da Memória do Cinema Brasileiro, trabalham também na confecção de cópias e matrizes para a preservação de nove títulos da produtora carioca, dentre eles:  Onde estás, Felicidade?.